# Верхній Чумгак
Ве́рхній Чумга́к — гідрологічний заказник місцевого значення в Золотоніському районі Черкаської області.

## Опис
Площа 33,5 га. Як об'єкт природно-заповідного фонду створено рішенням Черкаської обласної ради від 21.06.2024 № 24-46/VIII.
Заказник розташовано біля с. Ковалівка Золотоніського району в долині р. Чумгак. Територія має природоохоронне та естетичне значення.
Землекористувач та землевласник — Шрамківська сільська територіальна громада.